# جورجیو مارانی
جورجیو مارانی (انگلیسی: Giorgio Mariani; ۶ آوریل ۱۹۴۶ – ۸ دسامبر ۲۰۱۱) بازیکن فوتبال اهل ایتالیا بود.
از باشگاه‌هایی که در آن بازی کرده‌است می‌توان به باشگاه فوتبال هلاس ورونا، باشگاه فوتبال اینتر میلان، باشگاه فوتبال کارپی، باشگاه فوتبال فیورنتینا، باشگاه فوتبال کوزنتسا کالچو، باشگاه فوتبال مودنا، باشگاه فوتبال آسکولی، باشگاه فوتبال چزنا، باشگاه فوتبال ساسولو، باشگاه فوتبال پالرمو، باشگاه فوتبال ناپولی، و باشگاه فوتبال وارزه اشاره کرد.